# Final do Mundial de Clubes FIFA de 2025
A final da Copa do Mundo de Clubes da FIFA de 2025 foi a partida decisiva do Mundial de Clubes FIFA de 2025, a 1ª edição da principal competição para equipes masculinas de futebol organizadas pela FIFA. A partida foi disputada no MetLife Stadium, no Meadowlands Sports Complex, em East Rutherford, Nova Jérsia, próximo à cidade de Nova Iorque, em 13 de julho de 2025. Foi disputada entre o clube inglês Chelsea e o clube francês Paris Saint-Germain.
O Chelsea venceu a partida por 3–0, conquistando o primeiro título do Mundial de Clubes FIFA.

## Sede
Em 28 de setembro de 2024, a FIFA anunciou a seleção de 12 locais para o torneio e a sede da final: MetLife Stadium em East Rutherford.
| Nova Iorque/Nova Jérsei           |
| --------------------------------- |
| MetLife Stadium (East Rutherford) |
| Capacidade: 82 500                |
|                                   |

## Entretenimento
Em 9 de junho de 2025, a FIFA e a Global Citizen anunciaram as atrações principais do show do intervalo, que incluem J Balvin, Doja Cat, Tems, Coldplay e Emmanuel Kelly (adicionado posteriormente em 12 de julho), como prelúdio para o show do intervalo da final da Copa do Mundo FIFA de 2026. Além disso, Robbie Williams e Laura Pausini fizeram uma apresentação antes do jogo no estádio.

## Caminho até a final
Nota: Em todos os resultados abaixo, os gols dos finalistas é dado primeiro (C: casa; F: fora).
| Pos | Equipe             | Pts | J | V | E | D | GP | GC | SG | Classificação ou descenso |
| --- | ------------------ | --- | - | - | - | - | -- | -- | -- | ------------------------- |
| 1   | Flamengo           | 7   | 3 | 2 | 1 | 0 | 6  | 2  | +4 | Oitavas de final          |
| 2   | Chelsea            | 6   | 3 | 2 | 0 | 1 | 6  | 3  | +3 | Oitavas de final          |
| 3   | Espérance de Tunis | 3   | 3 | 1 | 0 | 2 | 1  | 5  | −4 |                           |
| 4   | Los Angeles FC     | 1   | 3 | 0 | 1 | 2 | 1  | 4  | −3 |                           |

| Pos | Equipe              | Pts | J | V | E | D | GP | GC | SG | Classificação ou descenso |
| --- | ------------------- | --- | - | - | - | - | -- | -- | -- | ------------------------- |
| 1   | Paris Saint-Germain | 6   | 3 | 2 | 0 | 1 | 6  | 1  | +5 | Oitavas de final          |
| 2   | Botafogo            | 6   | 3 | 2 | 0 | 1 | 3  | 2  | +1 | Oitavas de final          |
| 3   | Atlético de Madrid  | 6   | 3 | 2 | 0 | 1 | 4  | 5  | −1 |                           |
| 4   | Seattle Sounders    | 0   | 3 | 0 | 0 | 3 | 2  | 7  | −5 |                           |

## Partida
| 13 de julho   | Chelsea                               | 3 – 0            | Paris Saint-Germain | MetLife Stadium, East Rutherford             |
| 15:00 (UTC−4) | Cole Palmer 22', 30' · João Pedro 43' | Relatório (FIFA) |                     | Público: 81 118 Árbitro: AUS Alireza Faghani |

| Chelsea | Paris Saint-Germain |

| GK           | 1  | Robert Sánchez        |     |     |
| RB           | 27 | Malo Gusto            | 40' |     |
| CB           | 23 | Trevoh Chalobah       |     |     |
| CB           | 6  | Levi Colwill          | 81' |     |
| LB           | 3  | Marc Cucurella        |     |     |
| CM           | 24 | Reece James (c)       |     | 77' |
| CM           | 25 | Moisés Caicedo        | 36' |     |
| RW           | 10 | Cole Palmer           |     |     |
| AM           | 8  | Enzo Fernández        |     | 61' |
| LW           | 7  | Pedro Neto            | 34' | 77' |
| CF           | 20 | João Pedro            |     | 67' |
| Substitutes: |    |                       |     |     |
| GK           | 12 | Filip Jörgensen       |     |     |
| GK           | 39 | Mike Penders          |     |     |
| GK           | 44 | Gabriel Slonina       |     |     |
| DF           | 4  | Tosin Adarabioyo      |     |     |
| DF           | 19 | Mamadou Sarr          |     |     |
| DF           | 30 | Aarón Anselmino       |     |     |
| DF           | 34 | Josh Acheampong       |     |     |
| MF           | 17 | Andrey Santos         |     | 61' |
| MF           | 22 | Kiernan Dewsbury-Hall |     | 77' |
| MF           | 45 | Roméo Lavia           |     |     |
| FW           | 9  | Liam Delap            |     | 67' |
| FW           | 15 | Nicolas Jackson       |     |     |
| FW           | 18 | Christopher Nkunku    |     | 77' |
| FW           | 32 | Tyrique George        |     |     |
| FW           | 38 | Marc Guiu             |     |     |
| Manager:     |    |                       |     |     |
| Enzo Maresca |    |                       |     |     |

| GK           | 1  | Gianluigi Donnarumma  |       |     |
| RB           | 2  | Achraf Hakimi         |       | 73' |
| CB           | 5  | Marquinhos (c)        |       |     |
| CB           | 4  | Lucas Beraldo         |       |     |
| LB           | 25 | Nuno Mendes           | 90+4' |     |
| DM           | 17 | Vitinha               |       |     |
| CM           | 87 | João Neves            | 86'   |     |
| CM           | 8  | Fabián Ruiz           |       | 73' |
| RF           | 14 | Désiré Doué           |       | 73' |
| CF           | 10 | Ousmane Dembélé       | 87'   |     |
| LF           | 7  | Khvicha Kvaratskhelia |       | 58' |
| Substitutes: |    |                       |       |     |
| GK           | 39 | Matvey Safonov        |       |     |
| GK           | 80 | Arnau Tenas           |       |     |
| DF           | 3  | Presnel Kimpembe      |       |     |
| DF           | 43 | Noham Kamara          |       |     |
| MF           | 19 | Lee Kang-in           |       |     |
| MF           | 20 | Gabriel Moscardo      |       |     |
| MF           | 24 | Senny Mayulu          |       | 73' |
| MF           | 33 | Warren Zaïre-Emery    |       | 73' |
| FW           | 9  | Gonçalo Ramos         |       | 73' |
| FW           | 29 | Bradley Barcola       |       | 58' |
| FW           | 49 | Ibrahim Mbaye         |       |     |
| Manager:     |    |                       |       |     |
| Luis Enrique |    |                       |       |     |